# Читта-делла-Пьеве
Читта́-де́лла-Пье́ве (итал. Città della Pieve) — коммуна в Италии, располагается в регионе Умбрия, в провинции Перуджа.
Население составляет 7488 человек (2008 г.), плотность населения составляет 67 чел./км². Занимает площадь 111 км². Почтовый индекс — 06062. Телефонный код — 0578.
Покровителями коммуны почитаются святые Гервасий и Протасий, празднование 19 июня.
Является членом движения «Медленный город» (итал.  Cittaslow).

## Демография
Динамика населения:

## Администрация коммуны
- Официальный сайт: http://www.comune.cittadellapieve.pg.it/